# Municipio de Hagener
El municipio de Hagener (en inglés: Hagener Township) es un municipio ubicado en el condado de Cass en el estado estadounidense de Illinois. En el año 2010 tenía una población de 381 habitantes y una densidad poblacional de 2,96 personas por km².

## Geografía
El municipio de Hagener se encuentra ubicado en las coordenadas 39°54′57″N 90°27′59″O / 39.91583, -90.46639. Según la Oficina del Censo de los Estados Unidos, el municipio tiene una superficie total de 128.84 km², de la cual 124,19 km² corresponden a tierra firme y (3,61 %) 4,65 km² es agua.

## Demografía
Según el censo de 2010, había 381 personas residiendo en el municipio de Hagener. La densidad de población era de 2,96 hab./km². De los 381 habitantes, el municipio de Hagener estaba compuesto por el 91,6 % blancos, el 1,31 % eran asiáticos, el 6,04 % eran de otras razas y el 1,05 % eran de una mezcla de razas. Del total de la población el 7,09 % eran hispanos o latinos de cualquier raza.